# Jože Babič (režiser)
Jože Babič [jóže bábič], slovenski gledališki in filmski režiser, gledališki igralec in dramaturg, * 13. februar 1917, Povžane, † 10. maj 1996, Ljubljana.

## Življenje in delo
Rodil se je očetu državnemu uradniku Josipu in materi Josipini (roj. Fradel). Osnovno šolo je obiskoval na Studencih pri Mariboru, kamor se je družina 1922 preselila iz Trsta. Že kot otrok je sodeloval pri lutkovnem odru v Sokolskem domu na Studencih, kjer se je učil pri scenografu Ernstu Francu in sodeloval kot animator pri marionetni uprizoritvi Fausta. Kot dijak se je vključil v komunistično delavsko gibanje in se odmaknil od meščanske kulture ter občasno deloval v ilegali. V dvajsetih letih 20. stoletja je obiskoval Državno trgovsko akademijo v Mariboru, vendar so ga zaradi politične dejavnosti v drugem letniku iz šole izključili; šolanje je nadaljeval z opravljanjem izpitov. Vzporedno se je izobraževal v gledališki šoli Vladimirja Skrbinška v Mariboru. Kot član gledališke družine Vzajemnost je 1937 režiral edino predstavo delavske drame Rudolfa Golouha Kriza, ki je bila uprizorjena v kinodvorani na Pobrežju (Maribor). 
Z Babičevo generacijo se je na odrih Svobod in Vzajemnosti po mnenju mnogih rojevala slovenska gledališka avantgarda, saj so na njih začeli režirati in igrati Ferdo Kozak, Bratko Kreft, Fran Žižek, Lojze Štandeker idr. V tem času se je Babič pripravljal tudi na odhod v Španijo, vendar je nato misel na sodelovanje v tamkajšnji državljanski vojni opustil. 1938−41 je sodeloval v Avantgardističnem gledališču na Ptuju, v zadnji predvojni sezoni pa je tam prevzel umetniško vodstvo in mesto stalnega režiserja. 
Po drugi svetovni vojni, ki jo je preživel večidel v koncentracijskih taboriščih, se je vrnil na Ptuj, v sezoni 1945/46 pa je prestopil v SNG Maribor, kjer je ostal do leta 1947; tu je igral in režiral (Molière, Tartuffe). Najpomembnejše pa je njegovo obdobje od 1947 dalje, ko je bil prvi režiser, deloma tudi umetniški vodja slovenskega stalnega gledališča v Trstu. Tam je režiral domala vse predstave, od slovenskih dramatikov (Ivan Cankar, Bratko Kreft, do svetovnih klasikov (Molière, Čehov, Shakespeare) pa tudi mnoge predstavnike italijanske in moderne svetovne dramatike. 
Leta 1969 je ustanovil Primorsko dramsko gledališče v Novi Gorici in ga vodil do 1974. Režiral je v vseh slovenskih gledališčih, pomemben pa je tudi njegov delež pri filmu. 1982/83 je postal honorarni predavatelj filmske režije in igre na AGRFT v Ljubljani. Za svoje delo je prejel več nagrad, mdr. nagrado Prešenovega sklada (1976), dvakrat Prešernovo nagrado (1977 skupinsko, 1981 za življenjsko delo), za življenjsko delo na področju filma Badjurovo nagrado (1997). RTV Slovenija podeljuje nagrade Jožeta Babiča za dosežke na področju igranega filma, Slavko Hren pa je o njem posnel dokumentarni TV-film. Že leta 1982 je Tone Peršak o Jožetu Babiču napisal monografijo "Med stvarnostjo in domišljijo". Na rojstni hiši v Povžanah so mu ob 100. obletnici rojstva (2017) odkrili spominsko obeležje, 2018 pa še doprsni kip avtorja Mirsada Begića pred novogoriškim gledališčem. Slovenska kinoteka je izdala monografijo Filmska ustvarjalnost Jožeta Babiča (2017).
Poročen je bil z igralko Štefko Drolc.

## Režija

### Gledališče
- Utva in Kvartopirci (Anton Pavlovič Čehov)
- Umazane roke (Jean-Paul Sartre)
- Kralj na Betajnovi (Ivan Cankar)
- Balada o temi (Saša Vuga)
- Mutasti bratje (Matjaž Kmecl)
- Hribi pokrijte nas (Alojz Rebula)
- Veronika Deseniška (Oton Župančič)
- Punčka (Ferdo Kozak)
- Školjka in Umetnikova trilogija (Lojz Kraigher)
- Kranjski komedijanti (Bratko Kreft)

### Film
- Tri četrtine sonca
- Veselica
- Poslednja postaja
- Po isti poti se ne vračaj
- Pogreb

### Televizija
- Ščuke pa ni, ščuke pa ne (1980)